# Yoshikazu Mera
Yoshikazu Mera (jap. 米良 美一, Mera Yoshikazu; * 21. Mai 1971 in der Präfektur Miyazaki) ist ein japanischer Opernsänger (Countertenor).

## Leben
Yoshikazu Mera absolvierte die Senzoku-Gakuen-Hochschule als Bester. Im dritten Jahr seines Gesangsstudiums wechselte er von Tenor zu Countertenor. Im Oktober 1992 sang er die Solopartie in Gioacchino Rossinis Petite messe solenelle, und im März 1994 das Countertenorsolo in Leonard Bernsteins Skylark unter der Leitung von Kazuyoshi Akiyama.
Mera gewann im Mai 1994 den ersten Preis beim 8. Yamanashi-Wettbewerb für frühe Musik sowie die Auszeichnung des 6. Tochigi-Musikfestivals. Er interessierte sich für japanischen Kunstgesang und gewann den dritten Preis beim 6. Sōgakudo-Wettbewerb für japanischen Kunstgesang (奏楽堂日本歌曲コンクール) 1995. Mera erscheint häufig solistisch mit dem Bach Collegium Japan, in dem er unter Leitung von Masaaki Suzuki Barockmusik aufführt.

## Diskografie (Auswahl)
- Romance - Yoshikazu Mera
- Precious - Christmas Music With Yoshikazu Mera
- Baroque Arias / Contralto Arias / Barockarien - Yoshikazu Mera
- Mononoke Hime Soundtrack (Titelthema)
- Belcanto Duets (Various Artists)
- Neu-gepflanzte Thüringische Lust-Garten (Various Artists)